# Teorie della criminalità
La teoria della criminalità è una disciplina sociale che intende spiegare il motivo per cui in certe fasi della loro vita, alcune persone commettono atti di violenza o criminali. I sociologi, gli psicologi e gli economisti hanno formulato alcune principali teorie.

## Spiegazione biologica
Teoria ormai abbandonata che ha trovato ben pochi riscontri, spiegava la criminalità come la conseguenza di un particolare gene presente in alcune persone che lo hanno ereditato fin dall'era primitiva di generazione in generazione. Questi uomini sono spesso riconoscibili in quanto hanno anche le sembianze degli uomini primitivi.
Nel modello del somatotipo, Sheldon sostenne che esistono tre tipologie fisiche di persone: 
- endomorfo (grosso, socievole...);
- mesomorfo (robusto, muscoloso, attivo, irrequieto...);
- ectomorfo (magro, fragile, delicato, introverso, nervoso...).

Gli individui mesomorfi sarebbero quelli con più probabilità d'essere criminali. 

## Teoria della tensione
Nel panorama degli studi su criminalità e devianza, il sociologo americano Robert K. Merton, ha ripreso e trattato un concetto di Durkheim, sostenendo che la devianza fosse provocata dalle situazioni di anomia, che a loro volta nascevano da un contrasto fra la struttura culturale e quella sociale. 
Secondo il sociologo,infatti, l’idea di anomia andava modificata e collegata allo stato di tensione che influenzava il comportamento degli individui nel momento in cui si innescavano dei conflitti tra norme e realtà sociale. Merton faceva riferimento a tutte le società industrializzate, in un’epoca in cui il benessere aumentava e con esso anche i tassi di criminalità e in particolare, alla società americana dove aveva constatato avvenire una serie di forti scontri tra due fattori: mete culturali e mezzi istituzionalizzati. Con il primo concetto, lo studioso considerava le mete verso quali tendere, l’insieme dei valori accettati del successo materiale, avvertendole in contrasto con i mezzi istituzionalizzati a disposizione per il loro raggiungimento, corrispondenti al duro lavoro e all’autodisciplina.
Nel contesto analizzato dal sociologo, così come nelle altre società industrializzate, ci si era resi conto che la maggior parte degli individui che partivano da una situazione di svantaggio, riscontravano limitate possibilità di avanzamento, a prescindere dal fatto che questi lavorassero sodo e si impegnassero molto. In questa condizione di “fallimento” nel tentativo di ottenere successi materiali, trovava spazio la devianza come frutto della pressione vissuta dagli individui nel cercare con ogni mezzo di farsi strada nella società in cui vivevano, conseguenza delle disuguaglianze a livello economico e della mancanza di pari opportunità tra la gente.  
Per raggiungere i propri obiettivi e per superare la tensione tra mete culturali e mezzi istituzionalizzati, gli individui adottavano cinque forme di comportamento: 
- Il primo è la conformità (quindi l'accettazione delle regole, sia delle mete culturali sia dei mezzi istituzionalizzati a prescindere dal fatto che l’individuo raggiunga o meno il successo desiderato);
- il secondo è l'innovazione (accettare solo le mete culturali e non i mezzi istituzionalizzati. Esempi tipici di questa modalità ricadono sui criminali e le loro azioni illegali);
- la terza è il ritualismo (accettare i mezzi istituzionalizzati e rifiutare le mete culturali, seguendo le norme con atteggiamento compulsivo);
- la quarta è la rinuncia (rifiutare entrambi i fattori, sia le mete culturali sia i mezzi istituzionalizzati. Tipici soggetti ritualisti svolgono lavori noiosi e ripetitivi, privi di qualsiasi aspirazione e prospettive di carriera);
- infine la ribellione (anche in questo caso, si parte dal rifiuto delle mete culturali e dei mezzi istituzionalizzati ma questi vengono rimpiazzati con dei nuovi, con l’obiettivo di ricreare il sistema sociale. Un esempio è rappresentato dai gruppi politici radicali).

In linea generale l’innovazione, il ritualismo, la rinuncia e la ribellione possono essere considerati comportamenti rimandabili alla devianza mentre la conformità resta la categoria non deviante in cui, secondo il sociologo americano, ricadeva la maggioranza della popolazione.

## La teoria del controllo sociale
Si basa su una concezione pessimistica della natura umana, considerata moralmente debole. Essendo l'uomo portato più a violare che a rispettare le norme.
I controlli sociali possono essere: 
- esterni (le varie forme di sorveglianza esercitata dagli altri per scoraggiare e impedire i comportamenti devianti);
- interni diretti (che si manifestano nei sentimenti di imbarazzo. di vergogna...);
- interni indiretti (l'attaccamento psicologico ed emotivo sentito per gli altri ed il desiderio di non perdere la loro stima ed il loro affetto).

Secondo Travis Hirschi, un individuo compie un reato quanto più il legame con la società è debole. Invece diventa improbabile che un uomo compia un reato quando manifesta: 
- attaccamento ai genitori o agli insegnanti (elemento affettivo);
- impegno nel perseguimento di obiettivi convenzionali (elemento materiale);
- coinvolgimento nelle attività convenzionali (elemento temporale);
- credenze religiose molto forti (elemento morale).

## La teoria della sub-cultura
Questa teoria è stata sviluppata dalla scuola di Chicago, nel 1929. Su quella città condussero allora un'imponente ricerca. Dividendo la città in 5 zone concentriche, essi calcolarono il "Tasso di delinquenza" e videro che il valore di tale tasso diminuiva man mano che ci si allontanava dal centro della città. Scoprirono inoltre che a distanza di tempo le differenze nel tasso di delinquenza erano rimaste immutate, nonostante la popolazione si fosse rinnovata. Secondo Edwin Sutherland, chi commette un reato lo fa perché si conforma alle aspettative del suo ambiente (periferie ecc...). In questo senso, le motivazioni del suo comportamento non sono diverse da quelle di chi rispetta le leggi. A essere deviante, infatti, non è l'individuo ma il gruppo a cui egli appartiene. Gli uomini quindi non violano le norme del proprio gruppo, ma solo quelle della società generale.

## La teoria dell'etichettamento
Secondo questa teoria, fra coloro che commettono atti devianti e gli altri, non vi sono differenze profonde, né dal punto di vista dei bisogni, né da quello dei valori. Infatti la stragrande maggioranza degli individui nella propria vita commette atti di devianza, ma solo alcuni suscitano una reazione sociale per cui si viene etichettati. 
Qui si può distinguere la devianza primaria (che comprende quelle infrazioni che sono presto dimenticate da chi le compie e da chi le giudica) e la devianza secondaria (quando l'atto di un individuo suscita una reazione da parte della collettività che da quel momento in poi lo giudicherà in base a quel comportamento, per cui l'individuo si adatterà al suo nuovo ruolo).

## Teoria della scelta razionale
Questa teoria tiene conto della razionalità umana per cui afferma che l'individuo che assume un comportamento deviante altro non è che normale. Esso infatti probabilmente avrà giudicato razionale adoperare quel comportamento per giungere al suo fine.